# Mỹ Gia
Mỹ Gia là một xã thuộc huyện Yên Bình, tỉnh Yên Bái, Việt Nam.
Xã Mỹ Gia có diện tích 18,36 km², dân số năm 2019 là 1.173 người, mật độ dân số đạt 64 người/km².